# Bone Orchard
Bone Orchard was een gothic rockband uit Brighton, die actief was tussen 1983 en 1986. De stijl vertoont tevens invloeden van postpunk en deathrock.

## Bezetting
Zangeres en oprichtster in 1983 was Chrissie McGee. De gitaristen waren Mark Horse en Troy Tyro, Paul Hendrickson was bassist en Mick Finch bespeelde de drum. In april 1983 speelden ze hun eerste concert in Londen, en in juni van dat jaar namen ze een Peel Session op. In november 1983 brachten ze hun eerste album uit op het label Jungle Records. In het voorjaar van 1984 werd drummer Mick Finch door Tim Cheese vervangen, die op de ep Swallowing Havoc speelde, vooraleer hij op zijn beurt, nog in 1984, door Ben Tisdall vervangen werd. Tisdall verliet de groep weer in 1985, waarna de groep nog één jaar bestond, gedurende hetwelk ze nog een minialbum en een ep uitbracht.
Bone Orchard werd stilistisch met The Birthday Party vergeleken; zangeres McGee vergeleek men met Siouxsie Sioux. Het album Jack uit 1984 bereikte de 18de plaats in de UK Indie Charts. Dit was tevens een van de weinige gothic-groepen die bij John Peel in de smaak vielen.

## Discografie

### Albums
- 1984: Jack
- 1985: Penthouse Poultry (mini)

### Singles,ep’s
- 1983: Stuffed to the Gills
- 1984: Swallowing Havoc
- 1984: Jack
- 1985: Princess Epilepsy